# Sierra Leones militär
Sierra Leones militär är Sierra Leones krigsmakt och ansvarig för den territoriella säkerheten av Sierra Leones gränser och för att skydda Sierra Leones nationella intressen, inom ramen för dess internationella förpliktelser. De väpnade styrkorna grundades efter landets självständighet år 1961. Den byggdes upp med delar, som ännu fanns i landet, från den tidigare brittiska Royal West African Frontier Force som grund. Sierra Leones väpnade styrkor består för närvarande av cirka 14 500 man. 